# Melitaea magnaclara
Melitaea magnaclara är en fjärilsart som beskrevs av Ruggero Verity 1931. Melitaea magnaclara ingår i släktet Melitaea och familjen praktfjärilar. Inga underarter finns listade i Catalogue of Life.